# Cryptops libriceps
Cryptops libriceps är en mångfotingart som beskrevs av Carl Graf Attems 1952. Cryptops libriceps ingår i släktet Cryptops och familjen Cryptopidae.

## Underarter
Arten delas in i följande underarter:
- C. l. libriceps
- C. l. lipangana